# Alice Winocour
Alice Winocour (París, 13 de gener de 1976) és una directora i guionista francesa.

## Biografia
Després d'estudiar dret (Màster en Dret Penal) i estudiar a La Fémis (departament de guió, classe 2002), Alice Winocour va fer tres curtmetratges. El primer, "Kitchen", va ser seleccionat en competició oficial al 58è Festival Internacional de Cinema de Canes l'any 2005 on va rebre el premi Gras Savoy al curtmetratge.
Abans de dirigir el seu primer llargmetratge, va participar en l'escriptura de Home d'Ursula Meier (Setmana de la Crítica, 2008) i després va coescriure el guió de la pel·lícula de Vladimir Perišić, Ordinary People (estrenada el 2009), seleccionat per a la Setmana de la Crítica el 2009.
El seu primer llargmetratge, Augustine, presentat al 65è Festival de Internacional Cinema de Canes com a part de la Setmana de la Crítica.
El 2014, va coescriure amb el seu director el guió de la pel·lícula Mustang, seleccionada el 2015 per a la Quinzena dels Directors i que va representar França per als Oscars.
El seu segon llargmetratge, Maryland, que reuneix Diane Kruger i Matthias Schoenaerts, es troba en competició a la selecció Un Certain Regard del 68è Festival Internacional de Cinema de Canes. Es va presentar al Festival Internacional de Cinema de Toronto (TIFF 2015) en una projecció de gala.
Des del 2016, és membre de l'Acadèmia of Motion pictures (AMPAS).
Va formar part del jurat de la Setmana de la Crítica al 69è Festival Internacional de Cinema de Canes i del jurat de la competició internacional al Festival de Cinema Americà de Deauville el 2017.
El 2018, va col·laborar en l'escriptura del guió de Mignonnes de Maïmouna Doucouré, que va guanyar el premi de guió al Festival de Cinema de Sundance.
La seva tercera pel·lícula, Proxima, que reuneix Eva Green i Matt Dillon, va guanyar una menció especial al Festival Internacional de Cinema de Toronto de 2019 i el Premi del Jurat al Festival Internacional de Cinema de Sant Sebastià 2019. Per aquest paper, Eva Green va ser nominada al César a la millor actriu l'any 2020. Va ser preseleccionada per representar França als Oscars.

Eva Green a Proxima

La pel·lícula és obertament feminista, i la cineasta ho explica a les columnes de La Septième Obsession:
| « | Volia mostrar una superheroïna que també és mare. Poques vegades mostrem els dos aspectes en el mateix cos. Volia retre homenatge a aquestes dones que intenten conciliar els seus somnis i la seva vida privada. | » |

El 2021, va dirigir Revoir Paris, amb Virginie Efira i Benoît Magimel, presentada a Cannes el 2022 a la Quinzena de Cineastes i al Festival Internacional de Cinema de Toronto de 2022 en una projecció de gala. És preseleccionat per representar França als Oscars. Virginie Efira va guanyar el César a la millor actriu el 2023 i el Magritte a la millor actriu pel seu paper.
Va coescriure la pel·lícula de Vladimir Perišić, Lost Country, seleccionada a la Setmana de la Crítica 2023.
Al 76è Festival Internacional de Cinema de Cannes, és membre del jurat d'Un Certain Regard sota la presidència de John C. Reilly.
El 2024, va dirigir Sound of Neuron, una pel·lícula amb la professora Karine Karachi i Vincent Lindon, al Brain Institute.

## Influències
Alice Winocour treu les seves influències d'una àmplia gamma de fonts que han marcat profundament la seva carrera i el seu estil distintiu.
Es refereix especialment al cinema de David Cronenberg i Alfred Hitchcock com a pilars del seu desenvolupament artístic: "El cinema de Cronenberg, d'Hitchcock, és aquest cinema el que em va construir com a cineasta, en tot cas fins i tot abans d'haver fet, pensat en imatges, és un cinema on em sento com a casa..."
Un tema recurrent a les seves pel·lícules és el cos traumatitzat. Ella va dir: "La idea que el cos esdevingui incontrolable em fascina". Són aquestes disfuncions físiques i aquesta idea del cos que escapa de tot control les que estan al centre de les seves obres, explorant les dimensions psicològica i física del trauma.

### Compromís
És membre del Collectif 50/50 que té com a objectiu promoure la igualtat entre dones i homes i la diversitat al cinema i a l'audiovisual.

### Condecoracions
- 2013 : Cavaller de l'Orde de les Arts i les Lletres[13]

## Filmografia

### Curtmetratges
Guionista
- 2003 : Orphée de Kamen Kalev

Directora
- 2005 : Kitchen
- 2006 : Magic Paris
- 2008 : Pina Colada

### Llargmetratges
Guionista
- 2008 : Home d'Ursula Meier (collaboration)
- 2009 : Ordinary People de Vladimir Perišić
- 2011 : The Island de Kamen Kalev (collaboration)
- 2015 : Mustang de Deniz Gamze Ergüven
- 2018 : La Vallée de Jean-Stéphane Bron, per la mini-sèrie Ondes de choc
- 2018 : Mignonnes de Maimouna Doucouré (col·laboració)
- 2023 : Lost Country de Vladimir Perišić

Directora
- 2012 : Augustine
- 2015 : Maryland
- 2019 : Proxima
- 2022 : Revoir Paris
- 2025 : Coutures[14]

### Premis i seleccions

#### PerKitchen(2005)
- Seleccionat a la competició oficial, Premi Gras Savoye per a productor i director de curtmetratges, 58è Festival Internacional de Cinema de Canes
- Gran Premi, Torí (2005)
- Premi TV5 al millor curtmetratge en llengua francesa, Ginebra Festival Internacional de Cinema i Televisió (Cinéma Tous Écrans) (2005)
- Millor curtmetratge internacional, Moncton festival internacional de cinema francòfon d'Acadia (2005)
- Menció especial - Ludwigsburg, Biennal de curtmetratges europeus (2005)
- Ós de Plata - Festival de les Nacions d'Ebensee (2006)

#### PerMagic Paris(2008)
- Gran premi del festival de Cabourg
- Diploma del Jurat, Sant Petersburg Festival Internacional de Documentals, Curtmetratges i Cinema d'Animació
- Millor actriu elf (Johanna ter Steege), Les Lutins du court-métrage (2008)

#### PerAugustine(2012)
- Selecció Setmana de la Crítica (2012)
- Nominació a César a la millor primera pel·lícula (2013)
- Preseleccionada als Globus d'Or a la millor pel·lícula estrangera (2013)
- Guanyadora de la Fondation Gan pour le cinéma l'any 2011.[15]
- Selecció al festival de Toronto (2012)

#### PerMaryland(2015)
- Concurs Un Certain Regard, selecció oficial al Festival de Cannes 2015
- Projecció de la Gala TIFF (2015)
- Premi AFI FEST al millor director (2015)

#### Per aMustang(2015)
- Millor pel·lícula en llengua estrangera, selecció Oscars (2016)
- César al millor guió original (2016)

#### Per aRevoir Paris(2022)
- Selecció Quinzena de Cineastes del 75è Festival Internacional de Cinema de Canes[16]
- Premi Alice Guy 2023 a la millor directora[17]
- Premi Jean-Renoir dels estudiants 2023